# Marta Sánchez (volley-ball)
Marta Sánchez Salfrán, née le 17 mai 1973 à Holguín, est une joueuse de volley-ball cubaine.

## Palmarès
- Jeux olympiques
  -  Médaille d'or en 2000 à Sydney
  -  Médaille de bronze en 2004 à Athènes